# Bill Cheesbourg
Bill Cheesbourg, ameriški dirkač Formule 1, * 12. junij 1927, Tucson, Arizona, ZDA, † 6. november 1995, Tucson, Arizona, ZDA.
Bill Cheesbourg je pokojni ameriški dirkač, ki je med letoma 1957 in 1965 sodeloval na ameriški dirki Indianapolis 500, ki je med letoma 1950 in 1960 štela tudi za prvenstvo Formule 1. Najboljši rezultat je dosegel na dirki leta 1958, ko je zasedel deseto mesto. Umrl je leta 1995.